# Theix-Noyalo
Theix-Noyalo – gmina we Francji, w regionie Bretania, w departamencie Morbihan. W 2013 roku liczba ludności wynosiła 7662 mieszkańców.
Gmina została utworzona 1 stycznia 2016 roku z połączenia dwóch ówczesnych gmin: Noyalo oraz Theix. Siedzibą gminy została miejscowość Theix.